# Kazimierz Sporny
Kazimierz Sporny (né le 17 février 1916 à Poznań en Pologne - mort le 17 mai 1949) est un pilote de chasse polonais, as des forces armées polonaises de la Seconde Guerre mondiale, titulaire de cinq victoires homologuées.

## Biographie
Kazimierz Sporny termine l'école des sous-officiers de réserve de la force aérienne à Dęblin le 14 septembre 1936.
À partir du 9 juillet 1940 il sert dans la RAF. Le 18 octobre de la même année il est affecté à la 303e escadrille de chasse polonaise.
Il combat dans le Polish Fighting Team appelé aussi le cirque de Skalski (Skalski's circus) une unité de chasse polonaise qui se bat en Tunisie en 1943.
Le 18 juillet 1946 il épouse Margaret McArthur.
Kazimierz Sporny meurt d'un cancer du cerveau le 17 mai 1949.

## Tableau de chasse
| Date       | Appareil(s) abattu(s)  |
| ---------- | ---------------------- |
| 30/12/1940 | Messerschmitt Bf 109   |
| 07/04/1943 | Messerschmitt Bf 109   |
| 22/04/1943 | 2 Messerschmitt Bf 109 |
| 24/06/1944 | Messerschmitt Bf 109   |

## Décorations
- Ordre militaire de Virtuti Militari
- La croix de la Valeur Krzyż Walecznych - 3 fois
- Distinguished Flying Cross - britannique